# ¡Hasta la madre del Día de las Madres!
¡Hasta la madre del Día de las Madres! es una película de comedia mexicana de 2023 dirigida por Javier Colinas y escrita por Adriana Pelusi, Ricardo Avilés y Charlie Barrientos. Está protagonizada por Gala Montes, Michel Duval, Anette Michel, Leticia Huijara y Alejandro Camacho. Tuvo su estreno mundial el 5 de mayo de 2023 en Amazon Prime Video.

## Sinopsis
Cuando las dos familias de una pareja se reúnen para celebrar el Día de la Madre y surge un secreto familiar, la celebración podría convertirse en una discusión que estalla en una sinceridad incómoda, pero al mismo tiempo liberadora y simplemente caótica.

## Elenco
El elenco incluye:
- Gala Montes como Lidia
- Michel Duval como Manuel
- Anette Michel como Esmeralda
- Leticia Huijara como Rosa
- Axel Trujillo como Emilio
- Alejandro Camacho como Francisco
- Kenneth Lavill como Lalo
- Giovanna Reynaud como Sofía
- Diego Meléndez como Pablo
- Ignacio Guadalupe como Jaime